# アメリカ合衆国大統領
アメリカ合衆国大統領（アメリカがっしゅうこくだいとうりょう、英: President of the United States of America、略称：POTUS）は、アメリカ合衆国の国家元首であり行政府の長たる大統領。4年ごとに実施されるアメリカ合衆国大統領選挙によって選出される。
現職は、第47代ドナルド・トランプ（在任：2025年1月20日 - ）
歴代のアメリカ合衆国大統領については「アメリカ合衆国大統領の一覧」を参照。

## 資格
アメリカ合衆国大統領選挙の被選挙権は、「アメリカ合衆国憲法第2条第1節」の規定により「35歳以上かつアメリカ合衆国国内における在留期間が14年以上で、出生によるアメリカ合衆国市民権保持者」である。この「出生による市民権保持者」とは、「国内で出生したため、（アメリカ合衆国の採用する）出生地主義に基づき国籍を取得した者」または「アメリカ合衆国市民を両親として海外で出生した者」である。
すなわち、出生した時点においてアメリカ合衆国国籍でなければ大統領候補の資格が無い。経過規定として、憲法制定当時にアメリカ合衆国市民であった者（13植民地当時からの在住者）は資格を得るとされていて、初代から第9代までおよび第12代の大統領はこの規定に基づく有資格者である。
この他に大統領選挙人が正副大統領に投票する際に、2票のうち少なくとも1票を他の州の者に投じなければならないという規定があるため、正副大統領候補が同一の州に籍を置くと選挙時に問題が生じるが、便宜的に住所を移動することが可能であるため実際的な問題にはならない。

## 選出
大統領は憲法第2条第1節の規定により4年に1度国民の投票によって新しく選出または再任されるため、任期は1期につき4年である。修正第22条の規定により、2度を超えて選出されることは認められていない（3選禁止）。すなわち、原則として同一人物が最長で務められるのは連続・返り咲きを問わず2期8年である。前大統領の辞任・死去などに伴い昇格した場合には例外がありうるが、修正22条の下で通算3期以上を務めた大統領経験者はいない。
大統領選挙は形式的には間接選挙であり、選挙人団によって大統領および副大統領がペアで選出される選挙制度となっている。ただし一般有権者は正副大統領候補者に投票するため、事実上直接選挙に近い性格も併せ持つ。なお、どの候補者も過半数の選挙人を獲得できない場合には、連邦議会の下院および上院がそれぞれ大統領および副大統領を選出する。

## 権限
米国では、大統領に行政権が帰属する独任制と同時に、権力分立を採用している。解散のない連邦議会が大統領の政策を監視し、連邦最高裁判所判事の任命に上院の承認が必要とされ、連邦最高裁判所が大統領の政策に対して違憲判断を下すなど、権力が相互に抑制される。

### 執行権（行政権）
- 顧問団の各省長官から意見を求める権利。
- 刑の執行延期および恩赦を行う権限（弾劾の場合を除く）。
- 条約の締結権。ただし上院の3分の2以上の賛成による承認[注釈 4]が必要。
- 判事（裁判官）・外国駐在大使・各省長官をはじめとする全ての連邦公務員（憲法または連邦法が特に定めたものを除く）の指名権及び罷免権。ただし上院の承認[注釈 4]が必要である。
- 上院休会中に生じた欠員に対して次回の上院の会期満了日を任期として休会任命をする権利。
- 連邦議会の停会権および非常時における臨時招集権。
- アメリカ合衆国駐在の各国大使その他の外交使節の接受権。
- 独立命令である大統領令の発令。大統領令は連邦議会の立法権に干渉してはならないとされるが、行政権の下にある連邦政府・軍に対する直接命令の他、「奴隷解放宣言」(1862年)や「日系人の強制収容」(1942年)のような、アメリカ国民の重大な人権に直接関わるものも存在する。

### 立法に関する権限

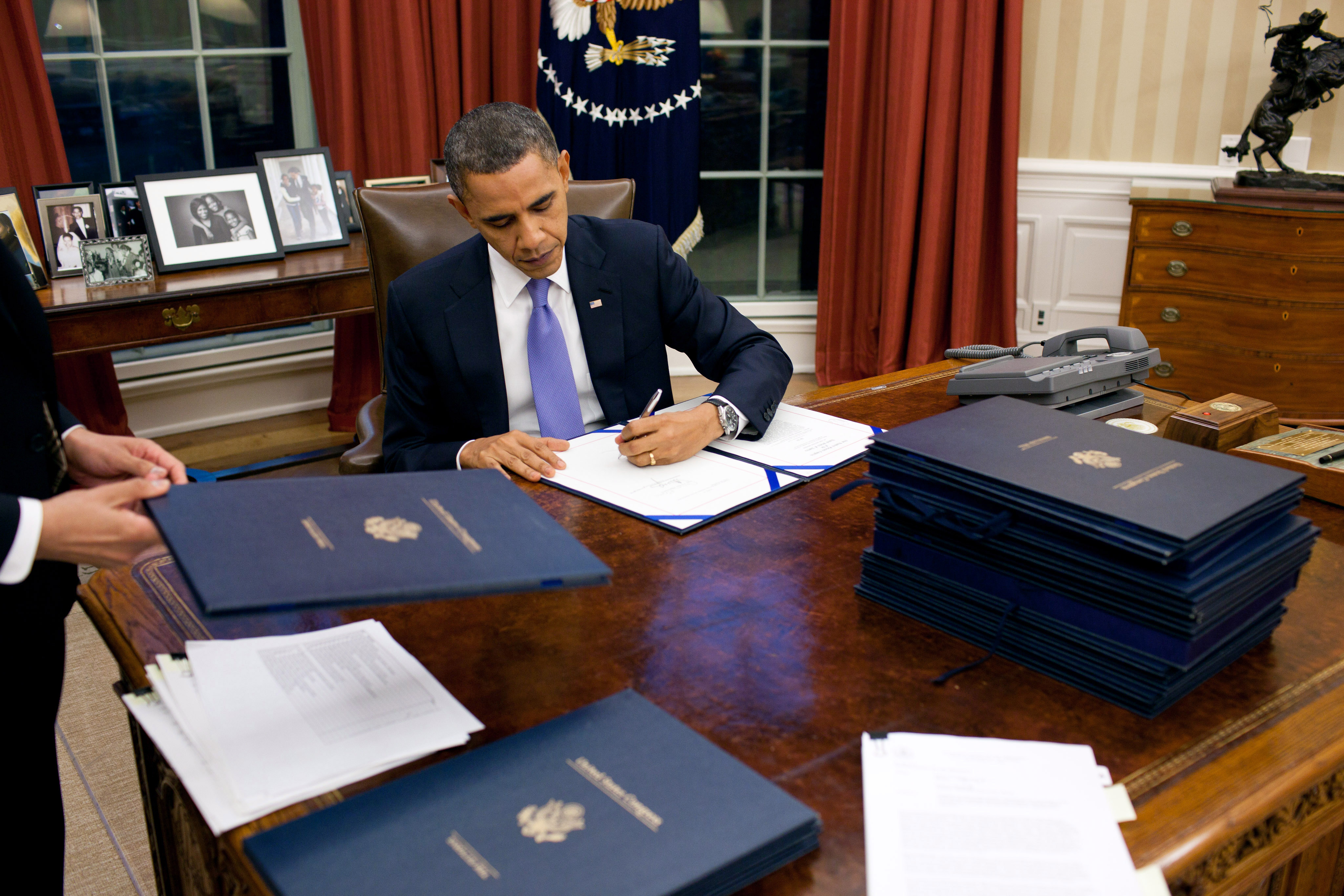
法案へ署名し有効にするオバマ大統領（当時）。右側から差し出されている文書と山が未決の、前にあるのが既決の山（2010年12月22日）。

- 法律制定その他の適切と考える施策の連邦議会への勧告権。「教書（Message）」と言う。最も知られているのが年頭の「一般教書演説（State of the Union Address）」である。他に予算教書・経済教書・特別教書などがある。近年、一般教書は両院合同会議で演説されるようになった。大統領には法案提出の権限が無く、代わりに教書によって議会に法律の制定を要請することになる。また、大統領には議会への出席権が無いため、本来は教書は文書として送達される。教書演説の際には、その都度議会によって特に招待されなければならない。
- 連邦議会両院を通過した法案への拒否権。ただし、連邦議会に差し戻された法案は両院ともに3分の2以上の多数で再可決されれば大統領の署名なしに法律が制定される[10]。

### 軍の最高指揮権
大統領は軍（陸軍・海軍・空軍・海兵隊・沿岸警備隊・宇宙軍）の最高司令官（Commander-in-Chief）としての指揮権（国家指揮権限）を保持する。宣戦布告は議会の権限であり、軍隊を募集・編制することも議会の権限である。しかし今日では、議会による宣戦布告を待っていては先制攻撃が不可能になってしまったり、逆に敵対国から先制攻撃を受けてしまったりする危険性があるため、大統領はこの指揮権を根拠に宣戦布告無しで戦争を開始できることが慣例的に定着している。
実際にアメリカ合衆国が正式に宣戦布告を行ったのは憲法制定以後1812年戦争・米墨戦争・米西戦争・第一次世界大戦・第二次世界大戦の5回しか無く、1941年12月7日（ハワイ時間）の真珠湾攻撃を契機に日本・ドイツ・イタリア及び他の枢軸国側に対して行ったものが現在に至るまで最後の正式な宣戦布告であり、朝鮮戦争・ベトナム戦争など1945年以降は議会による宣戦布告は行われていない。
これに対して議会はベトナム戦争における成り行きによった拡大と泥沼化に対する反省から、「戦争権限法」を定めて大統領の指揮権に一定の制約を設けている。なお指揮権とは少々外れるが、アメリカ軍の保有する核兵器の使用権限も大統領が保持しており、大統領が使用命令を出すことで初めて核兵器の使用が許可されるようになっている。

## 日常
- 勤務時間は特に規定で決まっている訳では無く、「自分で必要と考えるだけ勤務すればよい」とされている。
- 大統領の朝最初の仕事は「日例報告」を聞くことから始まる。この報告では首席補佐官・国務長官・国家情報長官らによって、世界中から収集した情報の報告が行われる。
- 日常的な執務は「オーバルオフィス」と呼ばれる（室内が楕円である事にちなむ）大統領執務室で行われる。位置はホワイトハウスのウエストウイング内。
- 万が一に備えて核兵器使用に必要な装置（「核のフットボール」、「核のボタン」というニックネームがある、統合参謀本部への発信機能付きアタッシェケース。中身は大統領命令であることを証明する暗号書、報復として指示されるべき軍事行動のリスト、核攻撃実行の際の避難場所リスト）を携帯した将校がいかなる場所へも随行する。
- 定例の記者会見は定められていないが、通常は月に1度以上実施される。また必要に応じて大統領がテレビやオンライン配信などで直接国民に語りかけることもある。
- 毎週土曜日の朝には定例ラジオ演説を行う。5分程度のメッセージが読まれ、近況や現在取組中の課題などについてが説明される。
- 休日は大統領専用の別荘である「キャンプ・デービッド」で過ごす。
- 2007年現在、大統領の給与は「年額40万米ドル（約4,300万円）」[注釈 5]、これに必要経費5万ドル（約550万円）、旅行経費10万ドル（約1,100万円）、交際費1万9,000ドル（約210万円）が必要に応じて支給される。

- 外遊などで航空機に搭乗した際に使用されるコールサインは、その航空機の所属によってコールサインが付与される。
  - エアフォースワン：空軍機（通常は専用機VC-25を指す）
  - エグゼクティブワン：民間機
  - コーストガードワン：沿岸警備隊機
  - ネイビーワン：海軍機
  - マリーンワン：海兵隊機
  - アーミーワン：陸軍機
- 空路で移動する際には基本的に大統領専用機もしくはアメリカ軍機に搭乗する。ビジネスジェットを個人所有していたとしても大統領職在任中は利用できないという制限がある[12]。この制限は実業家出身のドナルド・トランプが2017年1月20日に大統領に就任した際に注目を集めた。

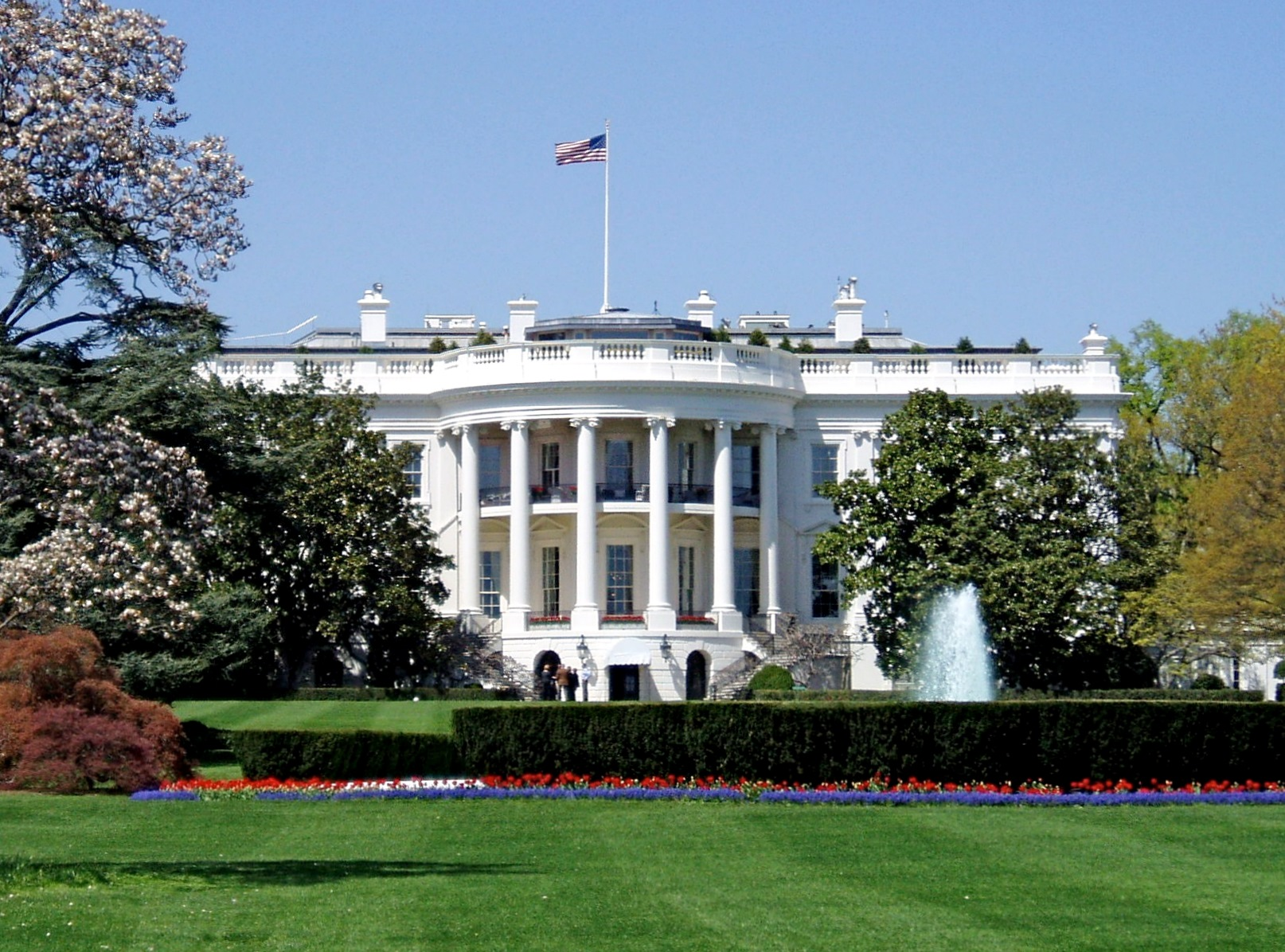
大統領が居住し、執務を行うホワイトハウス（公邸部分）。
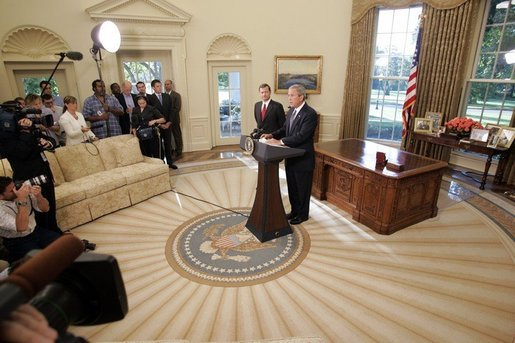
オーバルオフィスで記者会見を行うジョージ・W・ブッシュ大統領（2005年9月5日）

## 議会との関係
アメリカ合衆国の政治は三権分立が徹底しており、行政府の長である大統領は立法府における議会解散権を持たず、連邦議会も大統領不信任決議の権限を持たない。また、連邦議会議員は在職したままでは大統領顧問団の閣僚を兼任することはできない。
毎年1月下旬に連邦議会で行われる大統領の「一般教書演説」は、アメリカの三権（大統領、上下両院議長、最高裁判所長官）を構成する者のほぼ全てが下院本会議場に集う一大イベントである。
しかし冷戦下の1970年代末に大統領府は、この一般教書演説時を狙った東側諸国による首都核攻撃を想定し、大統領権限継承者全員と上下両院議員全員が一堂に会することの危険性を憂慮した。ここを攻撃されると、憲法が定める法的な大統領権限の継承者が皆無となるばかりか、そうした憲法的危機を乗り越える為に必要な立法措置を行う議会や、対策手段を公的に承認する連邦最高裁判所までが一瞬にして消滅してしまう可能性があるためである。
その結果1981年の一般教書演説（ジミー・カーター）からは、閣僚の大統領権限継承者の1人を内密に「指定生存者」に指名し、その者を首都のワシントンD.C.から相当の距離を置いた非公開の場所に当日は待機させる（つまり隠す）ことにした。
さらに、あくまでも想像上の事態であった攻撃だが、9.11で米国本土への攻撃が現実のものになると、2005年の一般教書演説（ジョージ・W・ブッシュ）からは議会も各院で民主党と共和党からそれぞれ1人ずつ、計4人の議員を「指定生存者」として一般教書演説の日は首都を離れさせ、最悪の事態が起きた場合でも両院で議長と議員がいる連邦議会が生き残れるようにした。ただし、2005年から2007年において上院では大統領権限継承順位が3位の上院仮議長が上院の指定生存者の1人となっており、これがこのまま慣例として定着すると、あえて閣僚の指定生存者を指名する必要性が失われてしまう点が指摘されている。

## 大統領権限継承順位
1947年大統領継承法は、第(a)条(1)項で「もし死亡、辞任、解任、執務不能などの理由により、大統領と副大統領の双方が大統領の責務を果たし権限を執行できない場合には、下院議長が、下院議長と下院議員を辞職したのちに、大統領としてこれを行う」としたうえで、その次を上院仮議長、その次からは内閣の閣僚を所轄省庁の設立年の古い順に並べ、継承順位を第18位まで定めている。
| 継承順位 | 職名                    |
| -------- | ----------------------- |
| 1        | 副大統領 (上院議長兼任) |
| 2        | 下院議長                |
| 3        | 上院仮議長              |
| 4        | 国務長官                |
| 5        | 財務長官                |
| 6        | 国防長官                |
| 7        | 司法長官                |
| 8        | 内務長官                |
| 9        | 農務長官                |
| 10       | 商務長官                |
| 11       | 労働長官                |
| 12       | 保健福祉長官            |
| 13       | 住宅都市開発長官        |
| 14       | 運輸長官                |
| 15       | エネルギー長官          |
| 16       | 教育長官                |
| 17       | 退役軍人長官            |
| 18       | 国土安全保障長官        |

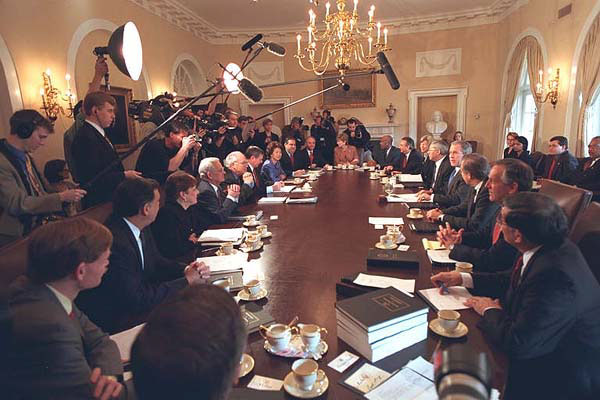
閣議（2004年）

ただし、外国で誕生してアメリカ合衆国に帰化（国籍取得）した者など、憲法で定める大統領の資格を満たさない（生まれながらの米国市民、35歳以上、14年以上の米国内居住）者がこの順位内にいる場合は、その者を飛ばして下位の者の順位が繰り上がる。また、副大統領以外の者の地位はあくまで職権代行者たる大統領代行に留まり、副大統領のように大統領に「昇格」することは出来ない。

## 歴代大統領の出身

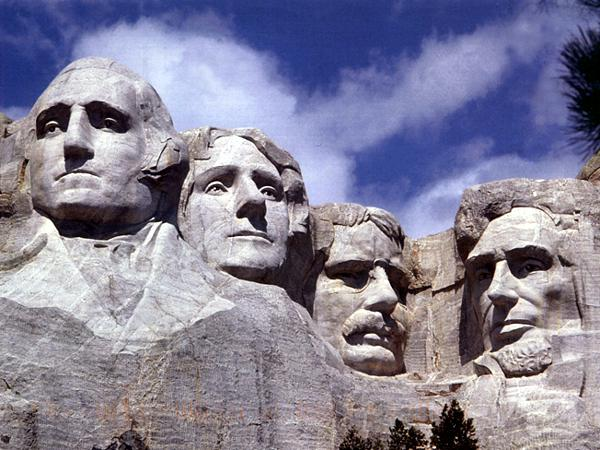
ラシュモア山に彫られた「偉大な大統領」
----
左からジョージ・ワシントン、トーマス・ジェファーソン、セオドア・ルーズベルト、エイブラハム・リンカーン。

### 人種
大統領には、古くから英語を母語とする白人（アングロ・サクソン系）でプロテスタント（WASP）の男性が多く選出されてきた。
しかし、1960年の大統領選挙でアイルランド系にしてカトリック信徒であるジョン・F・ケネディが当選したことで、そのルーツに注目が集まった。さらに60年後の、2020年の大統領選挙ではカトリックでアイルランド系としては2人目のジョー・バイデンが当選した。
また2008年の大統領選挙では、バラク・オバマが黒人として初めて2大政党の大統領候補指名を受けて尚且つ当選を果たし、初の非白人の米国大統領が就任した。
アングロ・サクソン系（WASP）という括りで規定されることもあるが、イングランド系アメリカ人（アングロ・サクソン人）以外にも、スコットランド人やアイルランド系アメリカ人、オランダ系アメリカ人、ドイツ系アメリカ人も早い年代から当選している。父系でWASPに該当しない大統領は1837年に就任した、オランダ系のマーティン・ヴァン・ビューレンが皮切りである。
先祖の出身国において大統領当選が歓迎されることもある。例えばロナルド・レーガンは外遊先のアイルランドで大歓迎を受け、バラク・オバマは奴隷の子孫ではないものの就任時にはアフリカ系アメリカ人やその父の故郷ケニアで歓喜に満ちあふれた。ちなみに多民族国家であるために姓のルーツも様々で、ワシントンやリンカーン、ジョンソン、クリントン、ブッシュはイングランド系、モンローやマッキンリーはスコットランド系、ヴァン・ビューレンやルーズベルトはオランダ系、アイゼンハワーやトランプはドイツ系、ケネディやレーガンはアイルランド系の姓である。また初のアフリカ系であるオバマはスワヒリ語圏のルオ族の姓である。

### 性別
規定は無いが、歴代大統領は全員が男性であり、女性大統領は未だに誕生していない。
2016年大統領選挙にヒラリー・クリントン（ビル・クリントン元大統領夫人、元ファーストレディ）が民主党予備選挙に勝利し女性として初めて二大政党の候補者指名を受け、一般投票では共和党のドナルド・トランプより多く得票したが、獲得選挙人数が少なかった為に敗北した。
また、2024年大統領選挙では現職大統領のジョー・バイデンの選挙戦撤退に伴い、副大統領のカマラ・ハリスが後継候補として立候補したが、前大統領のドナルド・トランプの返り咲きを許して落選した。

### 経歴
歴代大統領には連邦議会議員、州知事、そして副大統領を務めた人物が多く選出されている。
政治家になる以前の前職として最も多いのは弁護士である。歴代大統領46人中28人（歴代大統領の61%）が弁護士出身者であり、特に建国から南北戦争までは16人中13人（81%）が弁護士出身者である。弁護士出身の大統領にはエイブラハム・リンカーンやフランクリン・ルーズベルトなど顕著な歴史的実績を残した人物も多い。
また、共和党を中心に軍歴を有する大統領も多い（ユリシーズ・グラント、セオドア・ルーズベルト、ドワイト・D・アイゼンハワーなど）。ロナルド・レーガンは、前職は俳優という芸能関係であるものの州知事を務めた経歴がある。
この慣習を破ったのは2016年の大統領選挙で勝利した第45代大統領のドナルド・トランプである。トランプは長年実業家として不動産ビジネスを展開してきた人物で、政治経験・軍歴ともに無い初めての米国大統領であり、尚且つ70歳7ヶ月での大統領就任は当時史上最高齢でもあった（この最高齢記録は、2020年の大統領選挙で勝利した第46代大統領のジョー・バイデンが78歳2ヶ月で一時更新したが、2024年の大統領選挙で返り咲きを果たしたトランプによって再度更新された）。

## 呼称
大統領（男性の場合）の呼びかけの呼称は「ミスター・プレジデント」（Mr. President）、略呼称は「サー」（Sir）。
大統領が女性の場合はこれが「マダム・プレジデント」（Madam President）、略称が「マァム」（Ma’am）となる（但し、女性大統領が誕生した例はまだ無い）。
アメリカでは退任した大統領も儀礼上は生涯に渡って大統領として接遇される為、存命の前・元大統領全員が同様に「ミスター・プレジデント（Mr. President）」と呼ばれる。
また、11月初頭に大統領選で当選した大統領候補は翌年1月20日までの約2ヶ月半の間「大統領当選者（ミスター・プレジデント・イレクト）」（Mr. President-Elect、｢大統領選挙当選者」、｢次期大統領」）と呼ばれる。ミスター・プレジデント・イレクトは、儀礼上はまだ大統領としては接遇されないものの、この約2ヶ月半は職務引き継ぎ期間として大統領に対するそれとほぼ同じ内容の「日例報告」を受けたり、シークレット・サービスによる完全態勢の身辺警護を受ける為、事実上大統領と同格の扱いとなる。
2025年8月3日(UTC)現在、存命の元大統領は以下の4名である。

## 引退後

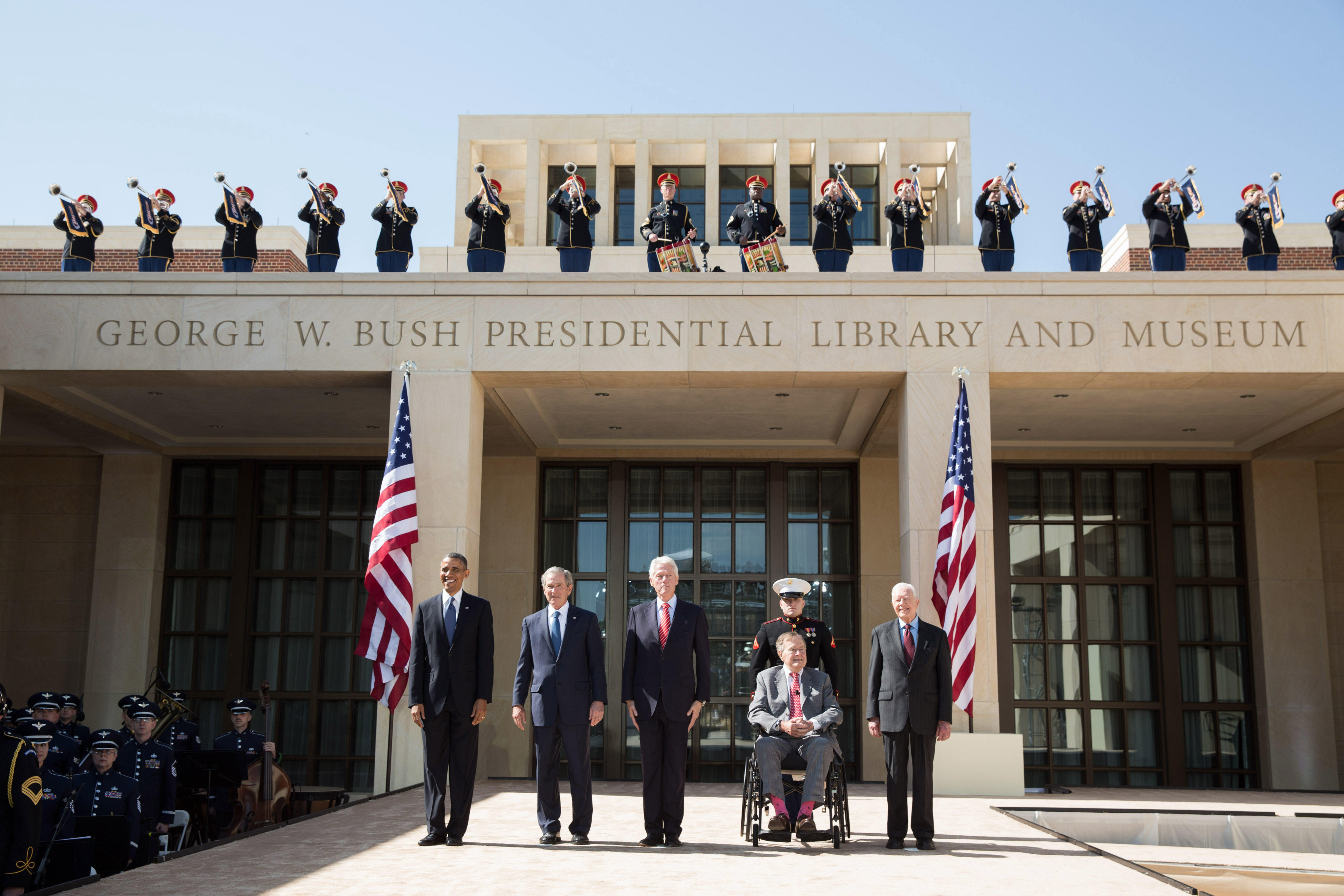
テキサス州ダラスに設立されたジョージ・W・ブッシュ大統領図書館・美術館(George W. Bush Presidential Center)に集ったオバマ大統領（当時）とブッシュ(子)、クリントン、ブッシュ(父)、カーターの大統領経験者たち（2013年）

大統領職退任後には、公務員として連邦政府から年間約20万ドルの年金と医療保険・公務出張費・個人事務所が提供される。また、要請をすれば、慣例により現職の大統領と同等レベルの機密情報の報告を受けることができる。
なお、機密情報保持などのためシークレット・サービスによる警護は退任後も一生涯続く。
また、アメリカ合衆国大統領が任期中に関与した公務に関する資料や書翰・写真などを保管し、かつ一般に公開している比較的大規模な施設として「大統領図書館」が存在する。ハーバート・フーヴァー以降の大統領は退任後に創設される慣例となっている。

## 所属政党
以下、就任時の所属政党別のアメリカ合衆国大統領（姓のアルファベット順）。
| 政党 | 政党       | 人数 | 大統領 |
| ---- | ---------- | ---- | --- |
|      | 共和党     | 19   | チェスター・A・アーサー, ジョージ・H・W・ブッシュ, ジョージ・W・ブッシュ, カルビン・クーリッジ, ドワイト・D・アイゼンハワー, ジェラルド・R・フォード, ジェームズ・ガーフィールド, ユリシーズ・グラント, ウォレン・ハーディング, ベンジャミン・ハリソン, ラザフォード・ヘイズ, ハーバート・フーヴァー, エイブラハム・リンカーン, ウィリアム・マッキンリー, リチャード・ニクソン, ロナルド・レーガン, セオドア・ルーズベルト, ウィリアム・タフト, ドナルド・トランプ(現職) |
|      | 民主党     | 15   | ジョー・バイデン, ジェームズ・ブキャナン, ジミー・カーター, グロバー・クリーブランド, ビル・クリントン, アンドリュー・ジャクソン, リンドン・ジョンソン, ジョン・F・ケネディ, バラク・オバマ, フランクリン・ピアース, ジェームズ・ポーク, フランクリン・ルーズベルト, ハリー・S・トルーマン, マーティン・ヴァン・ビューレン, ウッドロウ・ウィルソン |
|      | 民主共和党 | 5    | ジョン・クィンシー・アダムズ, トーマス・ジェファーソン, ジェームズ・マディソン, ジェームズ・モンロー |
|      | ホイッグ党 | 4    | ミラード・フィルモア, ウィリアム・ハリソン, ザカリー・テイラー, ジョン・タイラー |
|      | 連邦党     | 1    | ジョン・アダムズ |
|      | 国民統一党 | 1    | アンドリュー・ジョンソン |
|      | 無所属     | 1    | ジョージ・ワシントン |

1. ↑  共和党のエイブラハム・リンカーンは、1864年に民主党のアンドリュー・ジョンソンとともに国民統一党の一部の所属として2期目に選出された。
2. ↑  元民主党のジョン・タイラーは、1840年にハリソンとともにホイッグ党所属で副大統領に選出された。大統領としてのタイラーの政策優先事項はホイッグ党の議題の大半に反対していることが早期に判明し、1841年9月に党から追放された。
3. ↑  民主党のアンドリュー・ジョンソンは、1864年に共和党のエイブラハム・リンカーンとともに国民統一党所属で副大統領に選出された。その後、ジョンソンは大統領時代に国民連合の旗の下に支持者の党を設立しようと試みたが失敗し、大統領任期の終盤近くに民主党に復帰した。

## 歴代大統領の時系列
以下の年表は、歴代アメリカ合衆国大統領の任期と就任時の所属政党を示す。
1850年まで
1850年以降